# Stratocenoza
Stratocenoza je skupnost vrst rastlin in živali, povezana z določenim slojem ekosistema. 
V ekosistemih je za vse organizme značilna prostorska razporeditev: navpična in vodoravna (jezero, gozd). Stratocenoza je npr. bentos, to je skupnost vrst, živečih na dnu voda, in je del celotne vodne biocenoze. Prav tako je stratocenoza skupnost vrst, ki živi v gozdnih tleh, zeliščnem sloju ali krošnjah dreves.